# Kladno (Pardubice)
Kladno é uma comuna checa localizada na região de Pardubice, distrito de Chrudim.